# Futsal Ekstraklasa
Futsal Ekstraklasa sp. z o.o. – polska spółka z ograniczoną odpowiedzialnością utworzona 5 marca 2010 w Bielsku-Białej. Skupia ona wszystkie 17 klubów występujących w danym sezonie w najwyższej klasie rozgrywkowej w Polsce, zaś jej głównym zadaniem jest prowadzenie krajowych rozgrywek o Mistrzostwo Polski w futsal mężczyzn i zarządzanie nimi. Ponadto organizuje mecz o Superpuchar Polski.

## Struktura organizacyjna
Struktura organizacyjna spółki Futsal Ekstraklasa sp. z o.o. w sezonie 2016/2017.

### Zarząd
Źródło:
- Maciej Karczyński – prezes zarządu

### Rada Nadzorcza
Źródło: 
- Andrzej Dąbrowski (Gatta Zduńska Wola) – przewodniczący
- Janusz Szymura (Rekord Bielsko-Biała) – zastępca przewodniczącego
- Bartosz Barański (Red Dragons Pniewy) – sekretarz
- Krzysztof Bober (Pogoń 04 Szczecin)
- Andrzej Leszczyński (Clearex Chorzów)

Skład Rady Nadzorczej:
- Przedstawiciele trzech klubów, które w sezonie poprzedzającym wybór Rady Nadzorczej zajęły w rozgrywkach Ekstraklasy miejsca od pierwszego do trzeciego,
- Jeden przedstawiciel zgłoszony przez kluby, wybierany spośród pozostałych akcjonariuszy.

### Komisja Ligi
Komisja Ligi jest organem jurysdykcyjnym spółki Futsal Ekstraklasa sp. z o.o., działającym na podstawie umowy o zarządzanie ligą futsalu i innych dokumentów, określających podział kompetencji w zakresie prowadzenia rozgrywek Ekstraklasy Futsalu pomiędzy Polskim Związkiem Piłki Nożnej, a Futsal Ekstraklasą sp. z o.o.. Przewodniczącym Komisji Ligi jest obecnie Szymon Czeczko.